# 圣尼古拉德布利克蒂
圣尼古拉-德布利克蒂（法語：Saint-Nicolas-de-Bliquetuit，法語發音：[sɛ̃ nikɔla də bliktɥi]）是法国滨海塞纳省的一个旧市镇，属于鲁昂区。2016年1月1日，圣尼古拉-德布利克蒂与市镇塞纳河畔拉马耶赖合并为新市镇阿尔洛讷昂塞纳。

## 地理
圣尼古拉德布利克蒂（49°30'29"N, 0°43'45"E）面积9.23 平方千米，位于法国诺曼底大区滨海塞纳省，该省份为法国北部沿海省份，其西部及北部濒大西洋英吉利海峡，东起顺时针与索姆省、瓦兹省、厄尔省和卡爾瓦多斯省接壤。
与圣尼古拉德布利克蒂接壤的市镇（或旧市镇、城区）包括：里沃昂塞纳、阿尔洛讷昂塞纳、布利克蒂圣母村、圣旺德里耶-朗松、瓦特维尔拉吕、维勒基耶、塞纳河畔拉马耶赖。

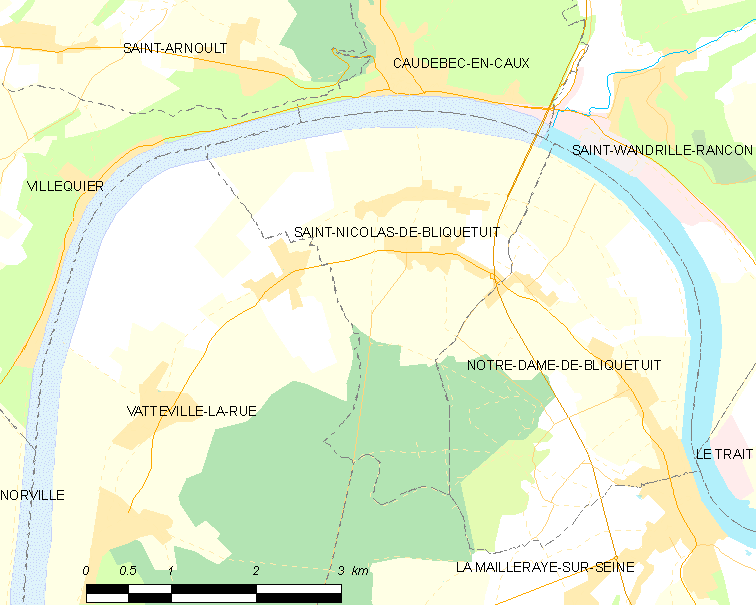
圣尼古拉德布利克蒂的OSM定位图

圣尼古拉德布利克蒂的时区为UTC+01:00、UTC+02:00（夏令时）。

## 行政
圣尼古拉德布利克蒂的邮政编码为76940，INSEE市镇编码为76625。

## 政治
圣尼古拉德布利克蒂所属的省级选区为塞纳河畔热罗姆港县。

## 人口

1962-2008年间圣尼古拉德布利克蒂人口变化图示

圣尼古拉德布利克蒂于2018年1月1日时的人口数量为609人。